# 弗朗索瓦一世路
弗朗索瓦一世路（Rue François-Ier）是巴黎第八区的一条街道，开始于富兰克林·罗斯福大街1号和加拿大广场，止于乔治五世大街。

## 历史
1823年，由布拉克上校和君士坦丁先生创建的香榭丽舍协会，开始开发位于安廷路（今富兰克林·罗斯福大街）、阿尔贝一世路和和寡妇马路（今蒙田大街）之间的地段。该地区被称为弗朗索瓦一世，是因为布拉克上校在王后路和贝雅德路（rue Bayard）转角有一所房子，其立面模仿了这位文艺复兴时期君主为安妮公爵夫人所建的房屋。 
此后，该区建设进展缓慢。1861年5月4日，弗朗索瓦一世路开辟，随后立即建造了第二帝国资产阶级和贵族的宅邸。